# Histoire du placebo et de l'effet placebo
L'histoire du placebo et des effets placebo (ou placébo) permet de comprendre l’apparition et l'évolution du terme placebo, son usage dans un sens médical, ainsi que l'histoire de l'effet placebo qui y est associé.

## Historique du terme placebo
Au IVe siècle, Saint Jérôme consacre les 34 dernières années de sa vie à écrire l'Ancien Testament en latin à partir de l'hébreu qu'il considère comme plus authentique, excepté pour les Psaumes déjà traduits approximativement par la Vetus Latina en latin à partir du grec et que les chrétiens ont pris depuis l'habitude de chanter en latin. Ainsi, il ne touche pas à l'erreur de traduction du 9e verset du psaume 116 dédié au culte des morts, « placebo Domino in regione vivorum » (« je plairai au Seigneur dans le pays des vivants ») alors que la phrase en hébreu « ethalech lifnei Hashem be'artzot hachaim » devrait être traduite correctement en « je marche devant le Seigneur, au pays des vivants ».
Le terme apparaît dans la liturgie de l'Église catholique romaine au XIIIe siècle lorsque des pleureuses et pleureurs sont recrutés pour chanter ce psaume à l'Office des morts : ces acteurs sont surnommés par dérision des placebo puisque l'on savait que ces pleurs étaient un comportement faux. La popularité de ce psaume fait que placebo désigne aussi la cérémonie entière des vêpres des morts, on dit alors « aller à placebo », « chanter un placebo ». L'idée de faux et de flagornerie associée au placebo demeure ensuite au fil des siècles dans le contexte religieux (possession, fausses reliques, etc.) et la langue vernaculaire.
Le terme « placebo » apparaît pour la première fois dans son sens médical dans des publications américaines et le vocabulaire médical en Angleterre en 1785, dans la seconde édition du Mot herby’s New Medical Dictionary, où il est défini comme « une méthode banale de remède ». En 1803 en pleine période scientiste, le New Medical Dictionary complète la définition : « Placebo, je plairai : une épithète donné à tout remède prescrit plus pour faire plaisir au patient que pour lui être utile ». Le terme, étant latin, reste employé dans son sens de "courtisan", "flagorneur". Il perdra cette signification en France au début des années 1960 pour ne conserver que l’actuelle.
La première définition du terme dans le sens médical apparaît en France dans le Dictionnaire des Termes Techniques de Médecine de Marcel Garnier & Valery Delamare en 1958.

## Historique de l'effet placebo

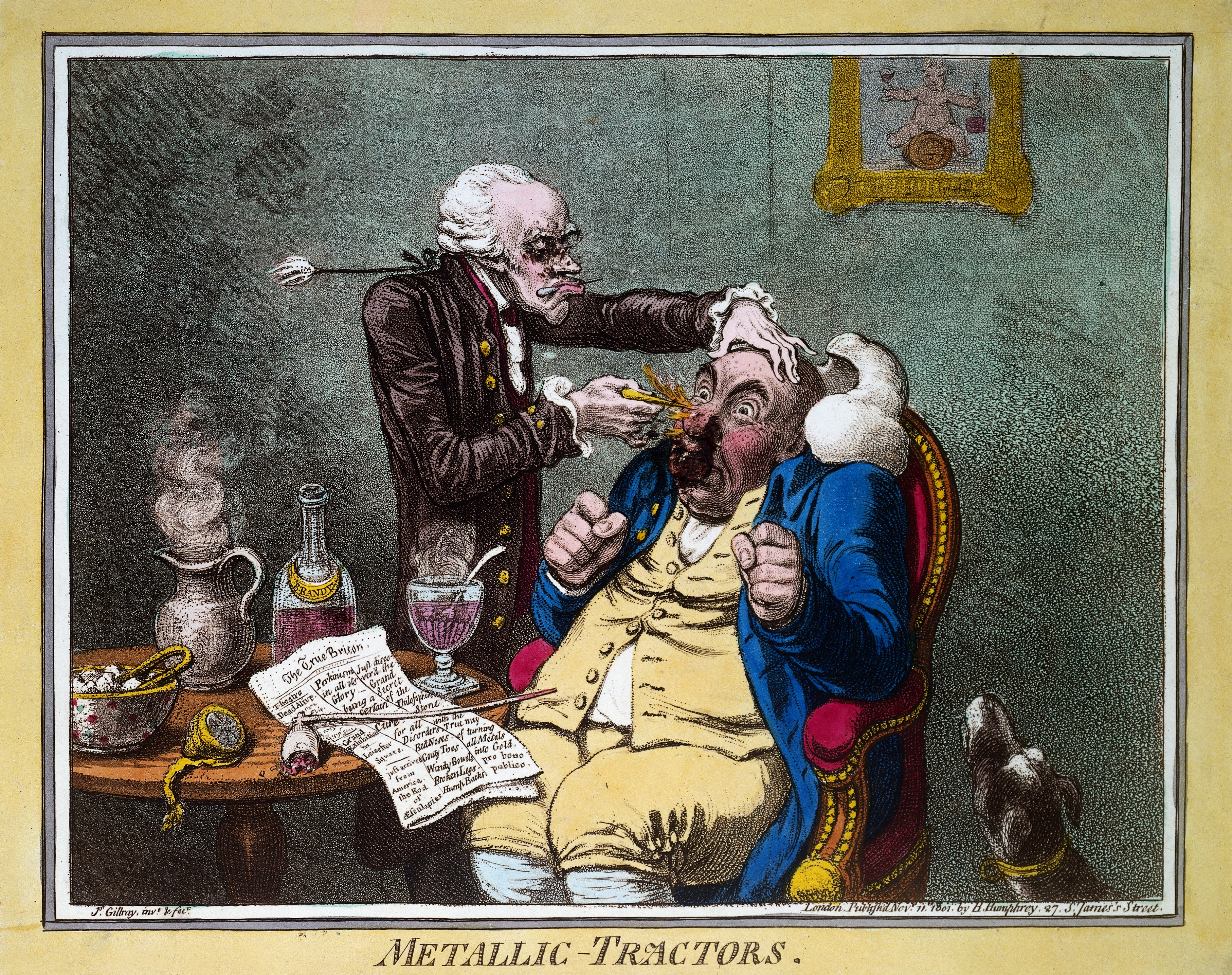
Caricature décrivant un traitement avec les « tracteurs de Perkins ».

Le papyrus Ebers rédigé au XVIe siècle av. J.-C. dresse une liste de 842 prescriptions médicales en Égypte dont 700 sont reconnues comme médicaments véritables, cent autres étant ce qu'on appellera plus tard des placebos.
Le contrôle par placebo, sans être dénommé, est indiqué au XIVe siècle apr. J.-C. dans plusieurs ouvrages de l'universitaire et théologien Jean de Gerson, afin notamment de distinguer une vraie relique d'une fausse, ou une sorcière d'une simple femme. Au XVe siècle le phénomène est évoqué par Paracelse, qui décrit l'effet placebo du médecin. Le premier essai clinique contre placebo dûment attesté est réalisé en 1599 par Michel Marescot, médecin royal envoyé par Henri IV pour décider si Marthe Brossier est ou non possédée par le démon. Avec son équipe il plaque contre sa peau, alternativement, des objets consacrés et des objets non bénits placés dans le même type de vases réservés aux objets consacrés : pendant les quarante jours que durent les tests, ils ne constatent aucune différence dans les réactions de la jeune femme (elle hurle pareillement, comme si on la brûlait vivement) ; Michel Marescot conclut que la jeune femme n'est pas possédée. Une étude de 2024 montre qu'il s'était inspiré des travaux de Jean de Gerson.
Le savant Robert Burton est le premier à donner une définition concrète à l'effet placebo en 1628 en constatant l'action positive de la confiance du malade en la personne qui le soigne. Montaigne dans ses Essais (1572 et années suivantes) décrit l'effet placebo : un marchand à Toulouse, malade de la pierre, se fait régulièrement administrer des clystères par un apothicaire qui en fait ne lui injecte rien.
En 1779, le médecin autrichien Franz Anton Mesmer publie son « Mémoire sur la découverte du magnétisme animal » selon lequel le magnétisme animal est la capacité de tout homme à guérir son prochain grâce à un fluide naturel. En 1784, Louis XVI crée la commission Franklin chargée d'examiner cette thèse : Benjamin Franklin et Antoine Lavoisier membres de cette commission emploient, à l'insu des patients, un « placebo d’arbre magnétisé » et parviennent à démystifier la force psychique du mesmérisme.
La première utilisation expérimentale documentée d'un placebo date de 1800 : autour de 1795-1796, le médecin américain Elisha Perkins invente les « tracteurs de Perkins », baguettes métalliques brevetées (car prétendument faites en un alliage original doté de pouvoirs de guérison) censées soulager toutes sortes de maladies (rhumatisme, maux de tête) en les passant sur les nerfs du corps atteints d'inflammations. Alors que Perkins présente ses baguettes à Londres, le médecin épidémiologiste John Haygarth (en) répète les expériences de Perkins sur des malades avec des baguettes métalliques et des baguettes en bois : il obtient des résultats identiques (quatre des cinq malades déclarent aller beaucoup mieux) avec les deux types de baguettes. Haygarth dévoile ainsi la supercherie et décrit l'effet placebo dans un ouvrage en 1800 qu'il sous-intitule De la curieuse influence de l'imagination sur les fonctions du corps humain.
En France, le médecin Armand Trousseau est le premier à administrer des placebos à des patients hospitalisés en 1834 : grâce à ses premières pilules placebos, faites à base d’amidon ou de mie de pain, il démontre leur équivalence au niveau efficacité avec les granules homéopathiques. Ses prédécesseurs le faisaient déjà pour leurs patients à domicile, comme la mica panis (mie de pain) de Jean-Nicolas Corvisart.
Sir Joseph-Francis Olliffe[réf. nécessaire], médecin de la cour de Napoléon III, prescrivait contre l'impuissance et la frigidité le mélange : « Aqua fontis (60 g) - Illa repetita (40 g) - Idem stillata (10 g) - Hydrogeni protoxyde (0,30 g) - Nil aliud (1,25 g) : 5 gouttes avant chaque repas. ». Malgré de brillants résultats, il fut disgracié quand un latiniste eut éventé la mèche : sous les noms savants se cachait toujours le même ingrédient : de l'eau
Par la suite ce phénomène est mis en lumière notamment par le médecin Hippolyte Bernheim au cours de ses recherches sur la suggestion, dont le placebo constitue, avec l'hypnose, une des figures majeures.
En 1955, le médecin Henry K. Beecher (en) publie un article princeps sur l'effet placebo : au cours de la Seconde Guerre mondiale sur le front d'Italie, cet anesthésiste injecte aux blessés de guerre une solution saline à la place de morphine dont le stock est épuisé : devant l'effet placebo antalgique constaté, il établit un protocole expérimental en double aveugle (morphine ou sérum physiologique) sur la douleur postopératoire. Une méta-analyse de 15 essais portant sur 1 082 patients aboutit à effet placebo évalué à 35 % : ce chiffre de 30 % de patients « placebo-répondeurs » devient un gold standard (notamment utilisé dans les études randomisées en double aveugle) jusqu'en 1997, date à laquelle il est montré que Beecher a surestimé l'effet placebo (aléa thérapeutique, variabilité de l'effet placebo selon la pathologie, il est d'autant plus important que le trouble est psychosomatique).
En 2002, 180 personnes atteintes d'arthrose du genou ont subi une chirurgie classique ou une procédure sham : la réduction de la douleur a été la même dans les deux groupes. La même année, une étude de neurochirurgie menées sur 40 patients atteints de la maladie de Parkinson a comparé l'efficacité d'une greffe cérébrale de cellules fœtales à une opération factice : la qualité de vie des patients persuadés d'avoir reçu la greffe s'est améliorée.
Après vingt ans d'étude du placebo, sur le modèle des homéopathies, le Dr Jean-Jacques Aulas, psychiatre à Saint-Étienne, a créé le premier placebo officiel. Cette spécialité, vendue sous le nom de Lobepac en 2003 — anagramme de placebo — et déclarée « élixir psycho-actif », est présentée comme sédative (bleue) ou tonique (rouge). La notice précise qu'elle contient une solution hydro-alcoolique, du glycérol et un colorant (respectivement, E 131 ou E 124) ; sa posologie est de dix gouttes par jour maximum, respectivement le soir ou le matin ; il est recommandé de « diluer les gouttes dans de l'eau sucrée ou non et de laisser en bouche une dizaine de secondes » et « il est souhaitable, lors de la prise, de se concentrer sur les bienfaits attendus. » Le Lobepac a été un échec commercial, seulement 500 flacons ont été vendus et le produit a été retiré du marché au bout de quelques mois.
L'éthique biomédicale moderne repose sur le fait que le médecin doit avoir une démarche honnête avec le patient et donc l'avertir qu'il lui prescrit un placebo. Or, selon une étude réalisée en 2008, alors que 45 % des médecins hospitaliers américains prescrivent des placebos, près de 34 % de ces médecins présentent le placebo au malade comme une substance « qui peut vous aider et n'aura pas d'effet indésirable », 19 % comme « un médicament », 9 % comme « une médication sans effet bien spécifique » et 4 % des médecins avertissent qu'il s'agit d'un placebo.
Le professeur Fabrizio Benedetti a contribué à donner importance et respectabilité à la recherche sur l'effet placebo.